# Sobekemhat
Sobekemhat war ein unter Sesostris III. amtierender Schatzmeister.
Sobekemhat ist bisher nur von seiner Mastaba bekannt, die sich 1894 bei Ausgrabungen unter der Leitung von Jacques de Morgan in Dahschur, neben der Pyramide von Sesostris III. fand. Der Bau war schon stark zerstört und de Morgan konnte zunächst nicht den Namen des Eigentümers identifizieren, was erst später gelang. Sobekemhat wurde dabei als Wesir identifiziert. Die Mastaba des Sobekemhat war ein massiver Bau aus Lehmziegeln, der außen mit Kalkstein verkleidet war. Diese Verkleidung trug einst Darstellungen, sowie die Titel des Wesirs, war bei der Auffindung jedoch nur noch schlecht erhalten. Auf einer Opfertafel trägt Sobekemhat den Titel Schatzmeister. Neuere Ausgrabungen haben gezeigt, dass die Reliefs mit den Wesirstiteln von der benachbarten Mastaba des Nebit stammen. Sobekemhat war also nur Schatzmeister.